# Bounce (canção de Calvin Harris)
"Bounce" é uma canção do DJ escocês Calvin Harris. A canção conta com a participação da cantora americana Kelis e é um afastamento do canto de Harris, concentrando-se mais na produção. Foi lançado em 12 de junho de 2011 como o primeiro single do terceiro álbum de estúdio de Harris, 18 Months (2012).

## Antecedentes
Em novembro de 2010, Harris afirmou que ele não estaria mais cantando em suas faixas. Ele disse: "Parei os shows ao vivo. Eu vou me concentrar mais na produção e no DJ e zero por cento do meu tempo vai continuar cantando. Eu farei faixas com pessoas que podem cantar bem - artistas apropriados, artistas adequados. Posso me concentrar no que eu estou melhor, o que está fazendo música. Eu não sou apenas atrapalhado por esse papel. Eu meio que caiu nele há alguns anos - o show ao vivo teve que acontecer, eu tinha que ser o líder, porque estava fazendo os vocais nas músicas. Tudo bem. Passei alguns anos tentando obtê-lo realmente bem, mas percebi que não iria ficar muito melhor. Eu tomei o canto tanto quanto posso ".
"Bounce" marcou o primeiro single de Harris em que ele não forneceu os vocais. A música estreou no programa de Annie Mac na BBC Radio 1 em 29 de abril de 2011.
Após o lançamento de "Bounce", Harris lançou seu single de seguimento, "Feel So Close", e apesar de dizer que ele não estaria fornecendo os vocais em suas faixas, ele voltou a cantar na música.

## Faixas e formatos
CD single
1. "Bounce" (participação de Kelis) (Radio edit) – 3:42
2. "Bounce" (participação de Kelis) (R3hab Remix) – 5:23
3. "Bounce" (participação de Kelis) (Michael Woods Remix) – 5:36

Download digital
1. "Bounce" (participação de Kelis) (Radio edit) – 3:42
2. "Awooga" – 7:13
3. "Bounce" (participação de Kelis) (Extended Mix) – 6:00

Download digital – Remixes
1. "Bounce" (participação de Kelis) (Michael Woods Remix) – 5:36
2. "Bounce" (participação de Kelis) (R3hab Remix) – 5:23
3. "Bounce" (participação de Kelis) (Sandro Silva Remix) – 6:43
4. "Bounce" (participação de Kelis) (Fly Eye Club Mix) – 6:06

Maxi-single
1. "Bounce" (Radio edit) – 3:42
2. "Bounce" (Extended mix) – 5:59
3. "Bounce" (Fly Eye Club Remix) – 6:06
4. "Bounce" (DJ R3HAB Remix) – 5:27
5. "Bounce" (Michael Woods Remix) – 5:39
6. "Bounce" (Sandro Silva Remix) – 6:46
7. "Awooga" – 7:13